# Andreas Hildebrandt
Andreas Hildebrandt (* zwischen 1681 und 1691 in Danzig; † 1762 ebenda) war ein Danziger Orgelbauer des Barock.

## Leben
Andreas Hildebrandt wurde vermutlich als Sohn des Kaufmanns Andreas und seiner Frau Adelgunde Hildebrandt geb. Konath in Danzig geboren. Hier erwarb der Vater 1676 das Bürgerrecht, das ihn zur Heirat verpflichtete. Nach mehreren Geldbußen folgte die Heirat am 13. April 1681. Die Witwe heiratete 1691 ein weiteres Mal. Der Orgelbauer Andreas Hildebrandt heiratete am 13. April 1710 die Witwe Maria Elisabeth Reiß geb. Falckenberg († 1739). Für sie war es bereits die dritte Ehe, in die sie mindestens zwei Stiefsöhne brachte. Sie war bis 1707 mit dem Orgelbauer Tobias Lehmann und bis 1709 mit Matthias Reiß verheiratet. Familie Hildebrandt wohnte in der Danziger Breitgasse und gehörte zur reformierten Kirche St. Elisabeth. Gemeinsame Arbeiten mit Hildebrandts Stiefsohn Gottfried Matthias Reiß sind für die Jahre 1734 bis 1736 nachgewiesen. Am 25. März 1711 wurde der Sohn Andreas Gottlieb in der evangelisch-reformierten Kirche St. Peter und Paul getauft. Er erlernte den Beruf des Zinngießers und heiratete 1740 die wohlhabende Witwe Philippine de la Port geb. Gern (1701–1781). Andreas Hildebrandt heiratete nach dem Tod seiner ersten Frau Ende der 1730er Jahre Adelgunde geb. Braschke, verw. Anthony (1720–1795), die Tochter eines Zinngießers. Aus der Ehe gingen 1740 eine Tochter und 1743 die Tochter Maria Elisabeth hervor, die beide nicht lange lebten. Nach dem Tod Hildebrandts übernahm sein Meisterschüler Friedrich Rudolf Dalitz die Werkstatt.

## Werk
Im Zeitraum von 1709 bis 1755 sind fast 50 Orgelarbeiten Hildebrandts bezeugt, darunter mindestens 19 Orgelneubauten. Von seinen Orgeln sind die drei in Pruszcz Gdański (Praust), Jelonki (Hirschfeld) und Pasłęk (Preußisch Holland) erhaltenen, von drei weiteren Orgeln nur Teile. Die Orgel in Pasłęk wurde auf den ursprünglichen Zustand rekonstruiert und ist die größte Orgel des 18. Jahrhunderts in Nordpolen.
Die Orgeln aus Hildebrandts Frühzeit ähneln denen der Spätzeit Arp Schnitgers. Bisher wurden noch keine Beziehungen zwischen den Werkstätten nachgewiesen, doch vollendete Hildebrandt nach dem Tod des Schnitger-Schülers Johann Balthasar Held im Jahr 1709 dessen Orgel in Koszalin (Köslin). Hildebrandts Orgeln zeichnen sich durch eine hohe handwerkliche Qualität, durchdachte Dispositionen und eine repräsentative Prospektgestaltung aus.
Christoph Heinrich Obuch beendete seine Orgelbaulehre bei Hildebrandt im Jahr 1733. Ein anderer Schüler war Friedrich Rudolf Dalitz, der Hildebrandts Nachfolger wurde. Hildebrandt stand zeitweise in Konkurrenz zu Johann Josua Mosengel, mit dem er in Hinblick auf den Orgelneubau in Pasłęk einen Rechtsstreit führte, da dieser ein Orgelprivileg besaß.

## Werkliste
Die Größe der Instrumente wird in der fünften Spalte durch die Anzahl der Manuale und die Anzahl der klingenden Register in der sechsten Spalte angezeigt. Ein großes „P“ steht für ein selbstständiges Pedal.
| Jahr      | Ort                                      | Kirche                                       | Bild | Manuale | Register | Bemerkungen                                                                                         |
| --------- | ---------------------------------------- | -------------------------------------------- | ---- | ------- | -------- | --------------------------------------------------------------------------------------------------- |
| 1709      | Koszalin (Köslin)                        | Marienkirche                                 |      |         |          | Vollendung des Umbaus von Johann Balthasar Held (1708–1709)                                         |
| 1710      | Danzig                                   | St.-Anna-Kapelle der Dreifaltigkeitskirche   |      | I       | 13       | Orgelneubau, Gehäuse erhalten                                                                       |
| 1711      | Elbląg (Elbing)                          | Marienkirche                                 |      |         |          | Reparatur der Orgel von Johann Werner (1643)                                                        |
| 1712      | Danzig                                   | Marienkirche                                 |      |         |          | Reparatur der Orgel über der Reinholdskapelle                                                       |
| 1713      | Przezmark (Elbląg) (Preußisch Mark)      |                                              |      |         |          | Orgelneubau (Zuschreibung)                                                                          |
| 1715      | Frombork (Frauenburg)                    | Kathedrale Mariä Himmelfahrt und St. Andreas |      |         |          | Reparatur der Orgel von Daniel Nitrowski Orgel (1683–1685) (Zuschreibung)                           |
| 1717–1719 | Pasłęk (Preußisch Holland)               | St. Bartholomäus                             |      | II/P    | 36       | Orgelneubau, erhalten und restauriert → Orgel                                                       |
| 1720–1722 | Danzig                                   | Johanneskirche                               |      |         |          | Reparatur der Orgel von Merten Friese (1625–1629)                                                   |
| 1722      | Skowrony (Schmauch)                      |                                              |      |         |          | Aufstellung des Positivs der Vorgängerorgel von Pasłęk, St. Bartholomäus, das Gehäuse ist erhalten. |
| um 1725   | Jelonki (Hirschfeld)                     | Heiliges Herz                                |      | I       | 11       | Orgelneubau; erhalten                                                                               |
| 1728      | Pruszcz Gdański (Praust)                 | Heilig Kreuz                                 |      | I/P     | 21       | Orgelneubau; erhalten                                                                               |
| 1729      | Koszwały (Gottswalde)                    |                                              |      |         |          | Orgelneubau                                                                                         |
| 1724–1733 | Danzig                                   | Brigittenkirche                              |      |         |          | Erweiterungsumbau der Orgel aus der Werkstatt von Daniel Nitrowski                                  |
| 1734–1735 | Danzig                                   | Marienkirche                                 |      |         |          | Reparatur der beiden Orgeln                                                                         |
| 1735–1736 | Danzig                                   | St. Elisabeth                                |      | II/P    | 31       | Orgelneubau für Hildebrandts Heimatkirche                                                           |
| 1737–1738 | Danzig                                   | St. Salvator                                 |      | II/P    | 25       | Orgelneubau                                                                                         |
| 1738      | Danzig                                   | Katharinenkirche                             |      |         |          | Klaviatur fürs Glockenspiel                                                                         |
| 1738–1739 | Wocławy (Wotzlaff)                       |                                              |      | I/P     | 22       | Orgelneubau                                                                                         |
| 1741      | Święty Wojciech (Danzig)                 |                                              |      |         |          | Orgelneubau                                                                                         |
| 1743      | Bogatka (Reichenberg)                    |                                              |      | I/P     | 15       | Orgelneubau                                                                                         |
| 1744      | Steblewo (Stüblau)                       |                                              |      |         |          | Reparatur und Erweiterung der Orgel (1684)                                                          |
| 1744–1746 | Danzig                                   | Johanneskirche                               |      |         |          | Erweiterung der Hauptorgel um zwei Basstürme                                                        |
| 1746–1747 | Danzig                                   | St. Barbara                                  |      | II/P    |          | Orgelneubau                                                                                         |
| 1749      | Danzig                                   | Lazarettkirche                               |      | I/P     |          | Orgelneubau                                                                                         |
| 1750      | Koźliny (Güttland)                       |                                              |      |         |          | Orgelneubau                                                                                         |
| 1752      | Hel (Hela)                               | Ev. Kirche (heute Fischereimuseum)           |      |         |          | |
| 1753–1754 | Rokitnica (Pruszcz Gdański) (Müggenhahl) |                                              |      | I/P     | 21       | Orgelneubau                                                                                         |